# Frode Johnsen
Frode Johnsen (ur. 17 marca 1974 w Skien) – piłkarz norweski grający na pozycji napastnika.

## Kariera klubowa
Johnsen pochodzi z miasta Skien. Karierę piłkarską rozpoczął w amatorskim klubie Skotfoss Turn Skien. Następnie został zawodnikiem Odd Grenland i w 1993 roku zadebiutował w jego barwach w trzeciej lidze norweskiej. W 1994 roku wywalczył z Odds BK awans do drugiej ligi norweskiej i od 1995 roku był podstawowym zawodnikiem zespołu. Z kolei w 1998 roku awansował z Odds BK do pierwszej ligi Norwegii i w barwach klubu ze Skien grał w niej do lata 2000 roku.
W połowie 2000 roku Johnsen odszedł z Odds BK do Rosenborga Trondheim. W barwach Rosenborga zadebiutował 2 lipca 2000 roku w wygranym 2:1 domowym spotkaniu z Vålerenga Fotball. Już w 2000 roku osiągnął swój pierwszy sukces w karierze, gdy wywalczył mistrzostwo Norwegii. W sezonie 2001 z 17 golami został królem strzelców ligi przyczyniając się do obrony mistrzowskiego tytułu przez Rosenborg. W latach 2002, 2003, 2004 i 2006 także zostawał mistrzem kraju, a w 2003 roku zdobył też Puchar Norwegii. Z kolei w sezonie 2004 ponownie był najlepszym strzelcem ligi norweskiej (strzelił 19 bramek). Od 2000 do 2006 roku rozegrał w barwach Rosenborga 145 meczów i zdobył 80 goli.
W połowie 2006 roku Johnsen wyjechał do Japonii. Został zawodnikiem klubu Nagoya Grampus. W J-League zadebiutował 30 lipca 2006 w wygranym 3:2 wyjazdowym meczu z JEF United Ichihara Chiba i w debiucie zdobył 2 bramki. Przez 2,5 roku był podstawowym zawodnikiem Nagoyi i strzelił dla niej 35 goli.
W 2009 roku Johnsen zmienił klub. Odszedł z Nagoyi do Shimizu S-Pulse. W nim zadebiutował 8 marca 2009 w meczu z Omiyą Ardija (0:0). W sezonie 2009 strzelił 9 bramek w barwach Shimizu. W 2011 roku wrócił do Odd Grenland, który od 2013 roku nosił nazwę Odds BK. W tym samym roku Johnsen po raz trzeci został królem strzelców ligi norweskiej. W 2015 roku zakończył karierę.
| Sezon | Klub            | Kraj     | Rozgrywki   | Mecze | Bramki |
| ----- | --------------- | -------- | ----------- | ----- | ------ |
| 1993  | Odd Grenland    | Norwegia | 2. divisjon | 2     | 0      |
| 1994  | Odd Grenland    | Norwegia | 2. divisjon | 1     | 0      |
| 1995  | Odd Grenland    | Norwegia | 1. divisjon | 16    | 1      |
| 1996  | Odd Grenland    | Norwegia | 1. divisjon | 23    | 3      |
| 1997  | Odd Grenland    | Norwegia | 1. divisjon | 27    | 3      |
| 1998  | Odd Grenland    | Norwegia | 1. divisjon | 26    | 8      |
| 1999  | Odd Grenland    | Norwegia | Tippeligaen | 25    | 9      |
| 2000  | Odd Grenland    | Norwegia | Tippeligaen | 10    | 3      |
| 2000  | Rosenborg BK    | Norwegia | Tippeligaen | 15    | 9      |
| 2001  | Rosenborg BK    | Norwegia | Tippeligaen | 25    | 17     |
| 2002  | Rosenborg BK    | Norwegia | Tippeligaen | 17    | 7      |
| 2003  | Rosenborg BK    | Norwegia | Tippeligaen | 26    | 15     |
| 2004  | Rosenborg BK    | Norwegia | Tippeligaen | 26    | 19     |
| 2005  | Rosenborg BK    | Norwegia | Tippeligaen | 23    | 6      |
| 2006  | Rosenborg BK    | Norwegia | Tippeligaen | 13    | 6      |
| 2006  | Nagoya Grampus  | Japonia  | J-League    | 17    | 10     |
| 2007  | Nagoya Grampus  | Japonia  | J-League    | 26    | 13     |
| 2008  | Nagoya Grampus  | Japonia  | J-League    | 34    | 12     |
| 2009  | Shimizu S-Pulse | Japonia  | J-League    | 33    | 9      |
| 2010  | Shimizu S-Pulse | Japonia  | J-League    | 33    | 8      |
| 2011  | Odds BK         | Norwegia | Tippeligaen | 23    | 7      |
| 2012  | Odds BK         | Norwegia | Tippeligaen | 29    | 4      |
| 2013  | Odds BK         | Norwegia | Tippeligaen | 30    | 16     |
| 2014  | Odds BK         | Norwegia | Tippeligaen | 30    | 11     |
| 2015  | Odds BK         | Norwegia | Tippeligaen | 9     | 2      |

## Kariera reprezentacyjna
W reprezentacji Norwegii Johnsen zadebiutował 16 sierpnia 2000 roku w przegranym 1:3 towarzyskim spotkaniu z Finlandią. 24 stycznia 2001 w sparingu z Koreą Południową (3:2) strzelił swoje pierwsze dwie bramki w reprezentacji. Następnie wraz z Norwegią wystąpił w eliminacjach do Mistrzostw Świata 2002, Euro 2004, Mistrzostw Świata 2006 i Euro 2008. Od 2000 do 2007 roku rozegrał w kadrze narodowej 35 spotkań, w których strzelił 10 goli.